# The Sacred Fount
The Sacred Fount (em português, A fonte sagrada) é um romance de Henry James, publicado primeiramente em 1901. Este livro estranho, às vezes incompreensível, trata de um narrador que tenta descobrir a verdade sobre a vida amorosa de seus colegas de festa num final de semana em uma casa de campo inglesa. Ele considera ignóbeis os métodos "do detetive e o buraco da fechadura" , e, ao invés desses métodos, tenta decifrar os relacionamentos apenas pelo comportamento e aparência de cada convidado. Para tanto, gasta muita energia e engenho em suas teorias, para a diversão de algumas pessoas da festa. Edmund Wilson disse sobre este texto: "Se alguém realmente chegasse ao fundo da fonte sagrada, lançaria bastante luz sobre Henry James".

## Enredo
Enquanto espera o trem para levá-lo a uma festa de final de semana no interior, o narrator (que permanece não nomeado até o fim do livro) percebe que Gilbert Long, um conhecido que o acompanha, parece muito mais comunicativo e seguro que antes. Ele também vê a senhora Brissenden (alcunhada de "sra. Briss") muito mais jovem do que seu esposo, apesar de ser pelo menos dez anos mais velha. O narrador começa, então, a teorizar que Long e a sra. Briss estão recebendo sua vitalidade, de forma quase vampiresca, da fonte sagrada da energia de seus parceiros sexuais. A princípio, o narrador presume que a fonte da nova segurança e inteligência de Long é uma certa lady John.
Posteriormente ele muda de ideia, constantemente discutindo suas teorias com outros na festa, especialmente com o pintor Ford Obert. O narrador percebe que outra mulher na festa, May Server, parece cansada e começa a se perguntar se não seria ela a amante fornecendo vitalidade para Long. Com o passar do tempo, o narrador começa a construir teorias extremamente elaboradas sobre quem está tomando vitalidade de quem, e se certas pessoas não estariam agindo como distrações para os amantes reais. Em uma longa confrontação com a sra. Briss, antes de partir de volta para casa, ela diz que as teorias do narrador são ridículas, e que ele entendeu completamente errado as verdadeiras relações de seus colegas de festa. Ela termina por dizer que ele é louco, e esta última palavra deixa o narrador decepcionado e derrotado.